# Musterplatz
Ein Musterplatz ist ein Platz zur Musterung und späteren Einstellung von Landsknechten oder Söldnern im 16. und 17. Jahrhundert. Ein Heeresunternehmer richtete einen solchen Platz – meist in der Nähe einer Stadt – ein, zu dem die von Werbern mit einem Handgeld geworbenen potentiellen Söldner aus der Umgebung geschickt wurden. Wenn sie für tauglich befunden wurden, wurden die Männer in Fähnlein eingeschrieben und an ihren Einsatzort geschickt. Die Heeresunternehmer hatten oft einen Vertrag mit Landesherren oder Obersten, nachdem sie eine bestimmte Anzahl Söldner zu liefern hatten.
Die Einrichtung dieser Plätze war bei den angrenzenden Städten meist sehr unbeliebt, da es unter den zu musternden Männern oft zu übermäßigem Alkoholkonsum, Schlägereien und mitunter zu Raub und Diebstahl kam. Auch wurde befürchtet, dass viele junge Männer durch das im Voraus ausgezahlte Handgeld arrogant und aufmüpfig würden.
Bis zum Dreißigjährigen Krieg kamen oft mehr Männer zum Platz, als benötigt wurden, da in den städtischen und ländlichen Unterschichten genügend potentielle Söldner vorhanden waren. Die Lebensumstände waren für viele so schwierig, dass der Gang zu den Fahnen oft lohnend erschien oder die einzige Möglichkeit darstellte. Erst im Laufe des Krieges wurden so viele Kämpfer benötigt, dass die Werbung immer schwieriger wurde. Es mehrten sich auch die Vorfälle von erschlichener oder erzwungener Werbung.
Als Platzname steht Musterplatz noch heute in Bozen in Verwendung.